# Sulennis Piña Vega
Sulennis Piña Vega est une joueuse d'échecs cubaine née le 8 janvier 1981 à Jiguaní.

## Biographie et carrière
Grand maître international féminin depuis 2002, Sulennis Piña Vega a remporté le championnat de Cuba féminin en 2005 et 2014.
Vainqueur du championnat panaméricain d'échecs en 2006 et du championnat continental panaméricain en 2001 et 2005, elle a représenté Cuba lors des olympiades féminines d'échecs  à huit reprises de 2000 à 2014 (en 2010, l'équipe féminine de Cuba finit quatrième de l'olympiade d'échecs de 2010).
Elle a participé au championnat du monde d'échecs féminin en 2001 et 2006 et fut battue à chaque fois au premier tour.